# آواتار (فیلم ۲۰۰۹)
آواتار (انگلیسی: Avatar) یک فیلم علمی تخیلی حماسی آمریکایی محصول ۲۰۰۹ به کارگردانی، نویسندگی، تهیه‌کنندگی و تدوین جیمز کامرون است. در این فیلم سم ورثینگتون، زوئی سالدانیا، استیون لانگ، میشل رودریگز و سیگورنی ویور ایفای نقش می‌کنند. داستان فیلم در اواسط قرن بیست و دوم جریان دارد؛ زمانی که انسان‌ها به‌منظور استخراج مادهٔ معدنی ارزشمند آنابتانیوم در حال استعمار پاندورا — یک قمر سرسبز قابل سکونت از یک غول گازی در منظومه ستاره‌ای آلفا قنطورس — هستند. گسترش استخراج از معدن‌ها زندگی یک قبیله از ناوی‌ها که گونه‌ای مانند انسان در پاندورا هستند را تهدید می‌کند. عنوان فیلم به یک بدن ناوی اشاره دارد که از نظر ژنتیکی دستکاری‌شده و از طریق مغز یک انسان از راه دور عمل می‌کند. این روش دورحضوری برای تعامل با بومیان پاندورا استفاده می‌شود.
توسعهٔ آواتار از سال ۱۹۹۴ هنگامی که کامرون پیش‌نویس ۸۰ صفحه‌ای از فیلم‌نامه را می‌نوشت، آغاز شد. فیلم‌برداری این فیلم قرار بود پس از تکمیل تایتانیک کامرون در سال ۱۹۹۷ آغاز شود و برای انتشار در سال ۱۹۹۹ برنامه‌ریزی شود؛ اما به گفتهٔ کامرون هنوز فناوری لازم برای دستیابی به دیدگاه خود از فیلم در دسترس نبود. کار بر روی زبان ناوی در سال ۲۰۰۵ آغاز شد و کامرون در اوایل سال ۲۰۰۶ توسعهٔ فیلم‌نامه و جهان داستانی آواتار را آغاز کرد. بودجه رسمی این فیلم ۲۳۷ میلیون دلار بود اما دیگر برآوردها هزینهٔ ساخت فیلم را بین ۲۸۰ تا ۳۱۰ میلیون دلار و هزینهٔ تبلیغات را ۱۵۰ میلیون دلار تعیین کرده است. این فیلم از تکنیک‌های جدید فیلم‌برداری همراه بود و با فناوری ضبط حرکت گسترده‌ای ساخته شد و برای نمایش با کیفیت مرسوم و سه‌بعدی منتشر شد. این فیلم برای تجربه چهار بعدی در سینماهای منتخب کره جنوبی نیز منتشر شد. فیلم‌سازی برجسته‌بینی آواتار به عنوان پیشرفتی در فناوری سینما شناخته شده است.
آواتار نخستین بار در ۱۰ دسامبر ۲۰۰۹ در لندن به نمایش درآمد و در ۱۸ دسامبر در ایالات متحده منتشر شد. جلوه‌های بصری پیشگامانه این فیلم مورد تحسین منتقدان قرار گرفت و به‌طور کلی با نقدهای مثبتی همراه بود. این فیلم در طول نمایش سینمایی خود، چندین رکورد در گیشه شکست و پرفروش‌ترین فیلم آن زمان شد. علاوه بر این، فروش آواتار در ایالات متحده و کانادا، از تایتانیک کامرون پیشی گرفت که دوازده سال این رکوردها را در اختیار داشته بود. این فیلم تقریباً یک دهه پرفروش‌ترین فیلم جهان بود تا اینکه انتقام‌جویان: پایان بازی در سال ۲۰۱۹ از این فیلم پیشی گرفت اما پس از انتشار مجدد آواتار در مارس ۲۰۲۱ در چین، دوباره به مقام اول پرفروش‌ترین فیلم جهان دست یافت. آواتار نخستین فیلمی بود که بیش از ۲ میلیارد دلار فروش داشت و پرفروش‌ترین عنوان ویدیویی سال ۲۰۱۰ در ایالات متحده بود. این فیلم نامزد ۹ جایزهٔ اسکار از جمله بهترین فیلم و بهترین کارگردانی شد، و در نهایت برندهٔ سه جایزهٔ اسکار بهترین طراحی صحنه، بهترین فیلم‌برداری و بهترین جلوه‌های تصویری شد. موفقیت این فیلم باعث شد تولیدکنندگان لوازم الکترونیکی تلویزیون‌های سه‌بعدی عرضه کنند. و همچنین باعث محبوبیت فیلم‌های سه‌بعدی شد.
کامرون پس از موفقیت این فیلم، برای ساخت چهار دنبالهٔ با استودیو قرن بیستم قرارداد بست. مراحل فیلم‌برداری اصلی آواتار: راه آب و آواتار: آتش و خاکستر به پایان رسیده است. اولی در ۲۰۲۲ منتشر شد و دومی قرار است در ۲۰۲۵ منتشر شود. دنباله‌های بعدی در ۲۰۲۹ و ۲۰۳۱ منتشر خواهند شد.

## داستان

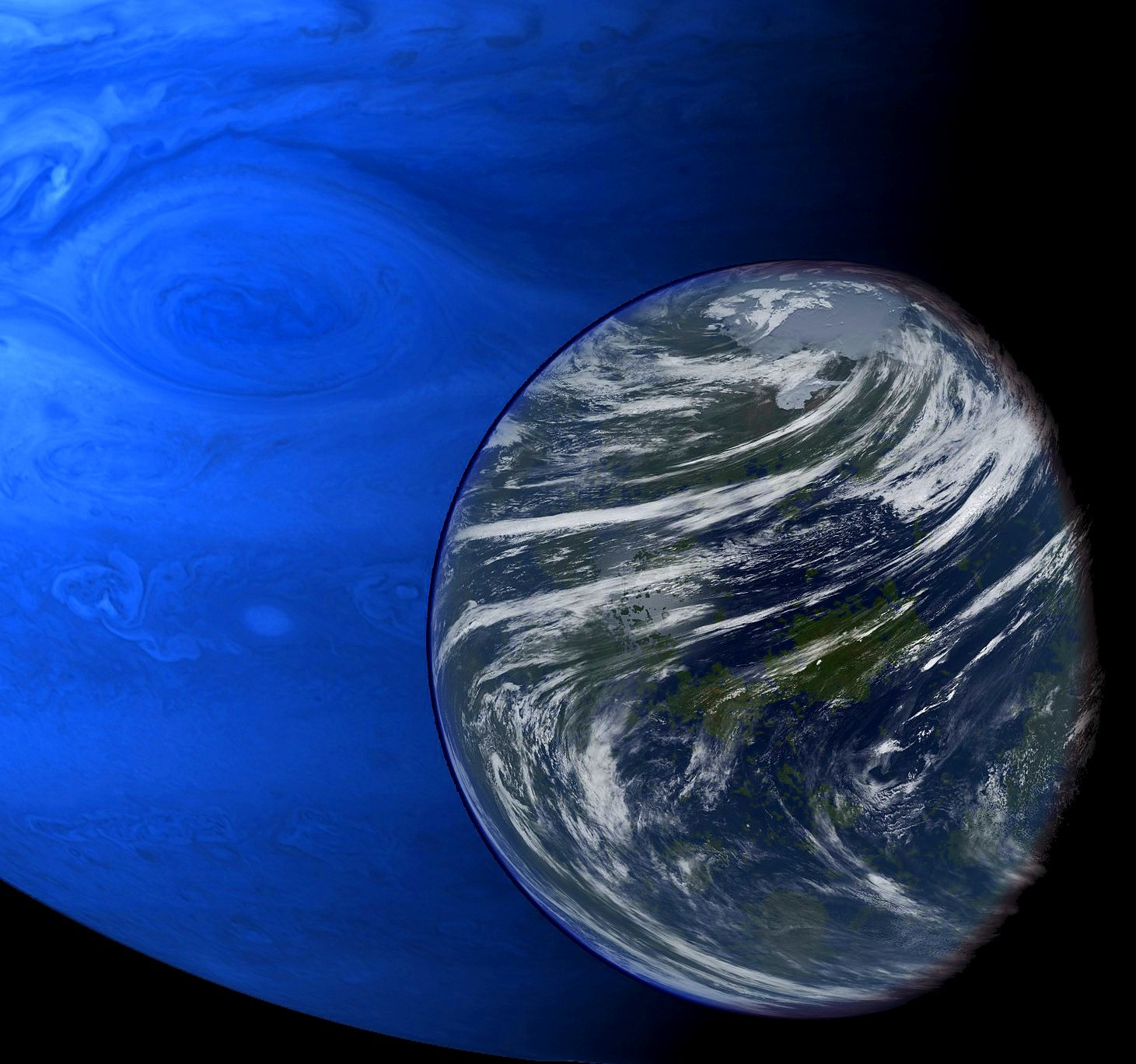
تصویری از سیاره پولیفموس و قمر آن پاندورا از فیلم آواتار بر اساس عکسی از سیاره مشتری و زهره

در سال ۲۱۵۴، منابع طبیعی زمین به پایان رسیده‌اند. شرکت مدیریت توسعه منابع زمین، استخراج سنگ معدنی ارزشمند آنابتانیوم را در پاندورا، قمری در منظومه آلفا قنطورس، آغاز می‌کند. پاندورا، با آب و هوایی سمی برای انسان‌ها، خانهٔ موجوداتی به نام ناوی است؛ موجوداتی با پوست آبی، قدی حدود سه متر، هوشمند و انسان‌نما که با طبیعت در تعادل زندگی می‌کنند. ناوی‌ها از نظر فناوری بسیار عقب‌تر از انسان‌ها هستند و ظاهری نیمه‌وحشی و بدوی دارند، اما فرهنگی غنی و همه‌جانبه دارند که آن‌ها را با محیطشان در هماهنگی قرار می‌دهد.
پاندورا دارای حیات وحشی منحصر به فرد است؛ سیاره و تمام موجوداتش از طریق یک شبکه عصبی مشترک به هم متصل‌اند که یادآور مفهوم گایا در اسطوره‌شناسی و جنبش‌های محیط زیستی است. ناوی‌ها از طریق نقاط اتصال نورونی (neural interface) در انتهای موهایشان به اسب‌های خود متصل می‌شوند. ماده‌ای که انسان‌ها به دنبال آن هستند، آنابتانیوم نام دارد؛ سنگی مرموز با خواص پادگرانشی و اختلال در میدان‌های الکترومغناطیسی.
برای جستجو در پاندورا، دانشمندان از موجوداتی ژنتیکی دورگه، ترکیبی از ناوی و انسان به نام آواتار استفاده می‌کنند. جیک سالی، تفنگدار دریایی فلجی، جای برادر دوقلویش را که تازه کشته شده، در برنامه آواتار می‌گیرد. گریس آگوستین، رئیس برنامه آواتار، اگرچه از حضور جیک رضایت ندارد، او را به عنوان محافظ شخصی می‌پذیرد.
در یکی از مأموریت‌ها، آواتار جیک توسط موجودات وحشی پاندورا مورد حمله قرار می‌گیرد و به جنگل فرار می‌کند، اما در آنجا هم گرفتار موجودات بیشتری می‌شود. نِیتیری، ناوی‌ای که ابتدا قصد کشتن جیک را داشت اما به دلیل نشانه‌ای از ایوا، الهه مقدس ناوی‌ها، منصرف می‌شود، او را نجات می‌دهد. نیتیری در ابتدا به جیک شک دارد، اما پس از دیدن نشانه‌های بیشتر، او را به قبیله خود می‌برد. ایتوکان، رئیس قبیله و پدر نیتیری، جیک را به خاطر معرفی خود به عنوان جنگجوی انسانی می‌پذیرد. همچنین موآت، رهبر معنوی قبیله و مادر نیتیری، دستور می‌دهد که نیتیری راه و رسم امیتیکا را به جیک بیاموزد.
کلنل مایلز کواریچ به جیک قول می‌دهد اگر اطلاعاتی دربارهٔ ناوی‌ها و محل گردهمایی‌شان یعنی «درخت خانگی» که زیر آن منبع عظیمی از آنابتانیوم قرار دارد، به او بدهد، تحرک پاهایش را بازگرداند. پس از این، گریس جیک و نورم را به پایگاه منتقل می‌کند. با پذیرفته شدن جیک در قبیله، او و نیتیری کم‌کم عاشق هم می‌شوند و یکدیگر را به عنوان جفت انتخاب می‌کنند.
وقتی جیک جلوی پیشروی بولدوزری که مکان مقدسی برای ناوی‌ها را تهدید می‌کرد، می‌ایستد، مدیر شرکت، پارکر سلفریج، دستور نابودی درخت خانگی را صادر می‌کند. با وجود هشدارهای گریس که نابودی درخت به شبکه عصبی بیولوژیکی پاندورا آسیب می‌زند، سلفریج تنها یک ساعت به جیک و گریس فرصت می‌دهد تا ناوی‌ها را قانع کنند که درخت را ترک کنند.
جیک اعتراف می‌کند که برای جاسوسی به پاندورا آمده است. در پی آن، او و گریس توسط ناوی‌ها گروگان گرفته می‌شوند. سربازان کواریچ درخت خانگی را نابود می‌کنند و بسیاری از ناوی‌ها، از جمله ایتوکان، کشته می‌شوند. موآت جیک و گریس را آزاد می‌کند، اما این دو توسط کواریچ و نیروهایش از آواتارهایشان جدا و دستگیر می‌شوند. خلبان ترودی چاکن که از خشونت کواریچ به خشم آمده، آن‌ها را آزاد و به پایگاه گریس بازمی‌گرداند؛ اما گریس در هنگام فرار هدف تیر قرار می‌گیرد و جان می‌سپارد.
جیک با ایجاد پیوند ذهنی با توروک، موجودی شبیه اژدها که مورد احترام ناوی‌هاست، دوباره مورد پذیرش آن‌ها قرار می‌گیرد. حتی سوته، رئیس قبیله که پیش‌تر با جیک درگیری داشت، او را به عنوان رهبر در مبارزه با انسان‌ها می‌پذیرد. در محضر درخت ارواح مقدس، جیک از موآت درخواست می‌کند تا گریس را درمان کند. موآت و قبیله تلاش می‌کنند گریس را به‌طور دائم به بدن آواتارش منتقل کنند، اما او می‌میرد.
جیک با حمایت سوته، قبیله خود را همراه با چند قبیله دیگر برای مقابله با انسان‌ها متحد می‌کند. کواریچ برای تضعیف روحیه ناوی‌ها حمله‌ای به درخت ارواح سازمان می‌دهد، اما جیک با ایجاد پیوند عصبی با درخت به درگاه ایوا دعا می‌کند. در نبرد، ترودی، سوته و بسیاری دیگر از ناوی‌ها کشته می‌شوند. درست زمانی که ناوی‌ها در آستانه شکست کامل هستند، حیات وحش پاندورا به کمک آن‌ها می‌آید؛ اتفاقی که نیتیری آن را پاسخ دعای جیک از سوی ایوا می‌داند.
کواریچ که در زرهی پیشرفته قرار دارد، از سقوط سفینه جان سالم به در می‌برد و دستگاه اتصال جیک به آواتارش را می‌شکند، جیک را در معرض هوای سمی پاندورا قرار می‌دهد. قبل از اینکه کواریچ بتواند گلوی جیک را ببرد، نیتیری با کمانش او را می‌کشد و جیک را در حالت انسانیش پیدا می‌کند و از خفگی نجات می‌دهد. به جز جیک، نورم و چند نفر دیگر، باقی انسان‌ها از پاندورا تبعید می‌شوند. در پایان، جیک به کمک درخت ارواح به‌طور دائم به بدن آواتارش منتقل می‌شود.

## بازیگران
- سم ورثینگتون در نقش جیک سالی
- زوئی سالدانا در نقش نیتیری
- استیون لانگ در نقش سرهنگ مایلز کواریچ
- میشل رودریگز در نقش کاپیتان ترودی چاکون
- جووانی ریبیسی در نقش پارکر سلفریج
- ژول دیوید مور در نقش دکتر نورم اسپلمان
- سی.سی.اچ. پاوندر در نقش موآت
- وس استودی در نقش ایتوکان
- لاز آلونسو در نقش تسوتی
- سیگورنی ویور در نقش دکتر گریس آگوستین
- دیلیپ رائو در نقش دکتر مکس پاتل
- مت جرالد در نقش گروهبان لایل وین‌فلیت

## برداشت‌های سیاسی
جیمز کامرون در این فیلم از گنجاندن اشاره‌های سیاسی هیچ ابایی از خود نشان نداده است. محور فیلم حول موضوع دستیابی به منابع طبیعی بسیار باارزشی می‌چرخد بنام «آنابتانیوم» (به انگلیسی: unobtainium) که «نمادیست از حرص و طمع بشری» که نژاد انسانی را برای تصرف آن منابع وادار به جنگ با موجودات بومی سیاره پندورا کرده است.
سرهنگ کواریچ، فرمانده عملیات نظامی در فیلم (به بازیگری استیون لانگ)، بومیان ناوی را (که شباهت واضحی با سرخ‌پوستان آمریکایی دارند) را متوحش می‌نامد، و استفاده وی از واژگانی همچون «شوک و بهت» (به انگلیسی: shock and awe)، «مبارزه با تروریسم»، و «حمله یا جنگ پیش‌دستانه» (به انگلیسی: preemptive strike) یادآور وقایع جنگ‌های آمریکا در کشورهای خاورمیانه است.
فیلم همچنین در رساندن پیغامی در دفاع از محافظت از محیط زیست کاملاً رسا است.
پایان ماجرای فیلم اشاره به این دارد که همواره قدرت طبیعت بر انسان‌ها غالب می‌شود و طبق معمول انسان‌ها در جنگ با طبیعت شکست خواهند خورد. ضمناً آخر فیلم نشان می‌دهد که انسان‌ها به دنیای فانی خود بازمی‌گردند که نشان دهندهٔ این موضوع است که بشر همواره با استفاده بیش از حدّ منابع انرژی موجود در طبیعت و تخریب آن، کرهٔ زمین را به نابودی خواهند کشاند و آن‌وقت کرهٔ زمین دیگر جوابگوی نیازهای بشری نخواهد بود. و به همین دلیل باید یک زیست‌کرهٔ طبیعی دیگر همانند کرهٔ زمین را برای ادامهٔ بقای نسل بشر، جایگزین کرد تا از انقراض نسل بشر جلوگیری شود.

## بازخورد

### گیشه
آواتار با فروش ۲٬۹۲۳٬۰۰۰٬۰۰۰ دلار توانست پس از گذشتن از مرز یک میلیارد فیلم‌های شوالیه تاریکی، دزدان دریایی کارائیب: صندوقچه مرد مرده، ارباب حلقه‌ها: بازگشت پادشاه و تایتانیک را پشت سر بگذارد و پرفروش‌ترین فیلم تاریخ سینما شود.

### واکنش منتقدان
در وبگاه جمع‌آوری نقدها، راتن تومیتوز، ۸۱٪ از ۳۳۴ نقد منتشرشده دربارهٔ فیلم مثبت بوده و میانگین امتیاز آن ۷٫۵ از ۱۰ است. در جمع‌بندی این سایت آمده: «شاید از نظر فنی بیشتر تأثیرگذار باشد تا از نظر داستان‌گویی، اما آواتار بار دیگر استعداد منحصربه‌فرد جیمز کامرون را در ساخت فیلم‌هایی خلاقانه و جذب‌کننده تأیید می‌کند.» در وبگاه متاکریتیک که امتیازات را به‌صورت میانگین وزنی محاسبه می‌کند، فیلم نمره ۸۳ از ۱۰۰ را بر اساس ۳۸ نقد دریافت کرده که نشان‌دهنده «تحسین همگانی» است. تماشاگرانی که در نظرسنجی سینماسکور شرکت کردند، به فیلم میانگین امتیاز A (در مقیاس A+ تا F) دادند. گزارش شده که تمام گروه‌های جمعیتی بررسی‌شده همین امتیاز را داده‌اند. همچنین در این نظرسنجی‌ها مشخص شد که بزرگ‌ترین عامل جذب مخاطب، استفاده از فناوری سه‌بعدی در فیلم بوده است.
راجر ایبرت از روزنامه شیکاگو سان-تایمز فیلم را «شگفت‌انگیز» توصیف کرد و به آن چهار ستاره از چهار ستاره داد. او گفت: «هنگام تماشای آواتار، احساسی شبیه زمانی داشتم که در سال ۱۹۷۷ برای اولین‌بار جنگ ستارگان را دیدم.» ایبرت اضافه کرد که مانند جنگ ستارگان و ارباب حلقه‌ها: یاران حلقه، این فیلم «نسل جدیدی از جلوه‌های ویژه را به‌کار می‌گیرد» و «فقط یک سرگرمی هیجان‌انگیز نیست — گرچه همین هم هست — بلکه یک دستاورد فنی بزرگ است.» او همچنین گفت فیلم «پیامی صریح در حمایت از محیط زیست و ضد جنگ» دارد.

### جایزه‌ها و نامزدی‌ها
در فهرست زیر جوایز متعددی که آواتار کاندید و موفق به دریافت آن‌ها شده است، مشاهده می‌شود.
| جایزه گلدن گلوب ۲۰۱۰ | جایزه گلدن گلوب بهترین فیلم درام        | جیمز کامرون و جان لاندو                                 | برنده |
| جایزه گلدن گلوب ۲۰۱۰ | جایزه گلدن گلوب بهترین کارگردانی        | جیمز کامرون                                             | برنده |
| جایزه گلدن گلوب ۲۰۱۰ | جایزه گلدن گلوب بهترین موسیقی           | جیمز هورنر                                              | نامزد |
| جایزه گلدن گلوب ۲۰۱۰ | جایزه گلدن گلوب بهترین ترانه غیراقتباسی | جیمز هورنر                                              | نامزد |
| جایزه اسکار ۲۰۱۰     | جایزه اسکار بهترین فیلم                 | جیمز کامرون و جان لاندو                                 | نامزد |
| جایزه اسکار ۲۰۱۰     | جایزه اسکار بهترین کارگردان             | جیمز کامرون                                             | نامزد |
| جایزه اسکار ۲۰۱۰     | جایزه اسکار بهترین فیلمبرداری           | مائورو فیوره                                            | برنده |
| جایزه اسکار ۲۰۱۰     | جایزه اسکار بهترین طراحی صحنه           | ریک کارتر، رابرت اشترمبرگ، کیم سینکر                    | برنده |
| جایزه اسکار ۲۰۱۰     | جایزه اسکار بهترین صداگذاری             | کریستوفر بویز                                           | نامزد |
| جایزه اسکار ۲۰۱۰     | جایزه اسکار بهترین میکس صدا             | کریستوفر بویز، گری سامرز، اندی نیلسون، تونی جانسون      | نامزد |
| جایزه اسکار ۲۰۱۰     | جایزه اسکار بهترین جلوه‌های تصویری       | جو لتری، استیون روزنبام، ریچارد بانهام و اندرو آر. جانز | برنده |
| جایزه اسکار ۲۰۱۰     | جایزه اسکار بهترین تدوین                | استیون ای. ریوکین، جیمز کامرون، جان رفوآ                | نامزد |
| جایزه اسکار ۲۰۱۰     | جایزه اسکار بهترین موسیقی متن           | جیمز هورنر                                              | نامزد |
| جایزه بفتا ۲۰۱۰      | جایزه بفتای بهترین فیلم                 | جیمز کامرون و جان لاندو                                 | نامزد |
| جایزه بفتا ۲۰۱۰      | جایزه بفتای بهترین کارگردانی            | جیمز کامرون                                             | نامزد |
| جایزه بفتا ۲۰۱۰      | جایزه بفتای بهترین فیلم‌برداری           | مائورو فیوره                                            | نامزد |
| جایزه بفتا ۲۰۱۰      | جایزه بفتای بهترین صداگذاری             | کریستوفر بویز                                           | نامزد |
| جایزه بفتا ۲۰۱۰      | جایزه بفتای بهترین طراحی صحنه           | رابرت اشترمبرگ، ریک کارتر                               | برنده |
| جایزه بفتا ۲۰۱۰      | جایزه بفتای بهترین جلوه‌های ویژه         | جو لتری، استیون روزنبار، ریچارد بانهام و اندرو آر. جانز | برنده |
| جایزه بفتا ۲۰۱۰      | جایزه بفتای بهترین تدوین                | استیون ای. ریوکین، جیمز کامرون و جان رفوآ               | نامزد |
| جایزه بفتا ۲۰۱۰      | جایزه بفتای بهترین موسیقی فیلم          | جیمز هورنر                                              | نامزد |

## میراث
با وجود موفقیت مالی و تحسین منتقدان، برخی روزنامه‌نگاران دربارهٔ تأثیر فرهنگی آواتار تردید کرده‌اند. در سال ۲۰۱۴، اسکات مندلسون از مجله فوربز گفت فیلم تقریباً فراموش شده است و به کمبود محصولات جانبی، نبود فندوم یا هر گونه فرنچایز رسانه‌ای پایدار اشاره کرد. او همچنین معتقد بود بیشتر تماشاگران جزئیات فیلم مثل نام شخصیت‌ها یا بازیگران را به یاد نمی‌آورند. مندلسون تنها دستاورد قابل توجه آواتار را محبوبیت سینمای سه‌بعدی دانست. با این حال، او فیلم را با کیفیت خواند و گفت: «یک فیلم پرفروش عالی می‌تواند فقط یک فیلم پرفروش عالی باشد بدون اینکه بازار گسترده‌ای را درگیر کند.» اما در سال ۲۰۲۲، پس از موفقیت دوباره فیلم در گیشه، نظرش را تغییر داد و گفت: «همان چیزهایی که گاهی باعث می‌شد آواتار مثل یک پرفروش فراموش‌شده به نظر برسد، حالا نوستالژی خاصی نسبت به وجود منحصر به فرد آن ایجاد کرده‌اند. این فقط یک فیلم بود، یک فیلم اصلی و خاص کارگردان که اولویت را به فیلم‌سازی درجه یک و داستان منظم داد تا دیالوگ‌های ماندگار و میم‌های اینترنتی.»
برخی دربارهٔ وجود مخاطب برای دنباله‌های برنامه‌ریزی‌شده فیلم تردید دارند و معتقدند تأخیرهای متعدد در تاریخ اکران باعث کاهش علاقه شده است. دارن مونی در اسکیپیست اشاره کرد که فیلم در ناخودآگاه فرهنگی عامه به خوبی به یاد نمانده و طرفداران گسترده‌ای مثل دیگر آثار محبوب ندارد، اما این را نکته منفی ندانست و گفت: «میراث اصلی‌اش این است که می‌گوید هیچ میراثی ندارد.»
در سال ۲۰۲۲، با انتشار تریلر دنباله فیلم و اکران مجدد آن، دوباره پرسش‌هایی دربارهٔ اهمیت فرهنگی آواتار مطرح شد. پاتریک رایان از یواس‌ای تودی گفت فیلم «تقریباً هیچ ردپای فرهنگی در پاپ‌کلچر باقی نگذاشته است.» اما بیلگه ایبری از والچر نظر مخالف داشت و دیدگاه‌هایی که می‌گویند فیلم تأثیر فرهنگی نداشته را «محدود و سطحی» خواند و تأکید کرد فیلم همچنان کیفیت خوبی دارد. در همان سال، روزنامه نیویورک تایمز گزارش مفصلی دربارهٔ فرنچایز آواتار منتشر کرد.
در سال ۲۰۲۵، آواتار در فهرست «۱۰۰ فیلم برتر قرن ۲۱» به انتخاب خوانندگان نیویورک تایمز در رتبه ۱۴۳ قرار گرفت.

## دنباله
کامرون در ابتدا اعلام کرد که آواتار دارای سه دنباله خواهد بود که به ترتیب در سال‌های ۲۰۱۷، ۲۰۱۸ و ۲۰۱۹ منتشر می‌شوند و ماجراهای آواتار ۲ در ماه پاندورا رخ خواهد داد. اما در آوریل ۲۰۱۶ کامرون اعلام کرد که دنباله‌های فیلم به چهار قسمت افزایش یافته که قرار است به ترتیب در سال‌های ٫۲۰۱۸ ٫۲۰۲۰ ۲۰۲۲ و ۲۰۲۳ منتشر شوند. در آوریل ۲۰۱۷ کامرون بازهم از به تعویق افتادن اکران دنباله‌های آواتار خبر داد. به این ترتیب که قسمت دوم قرار است در تاریخ ۱۶ دسامبر ۲۰۲۲ منتشر شود؛ همچنین آواتار: آتش و خاکستر در سال ۲۰۲۵، آواتار ۴ در ۲۰۲۹ و آواتار ۵ در ۲۰۳۱ منتشر خواهند شد.